# Jim Ramstad
James Marvin Ramstad, detto Jim (Jamestown, 6 maggio 1946 – Wayzata, 5 novembre 2020), è stato un politico statunitense, membro della Camera dei Rappresentanti per lo stato del Minnesota dal 1991 al 2009.

## Biografia
Originario del Dakota del Nord, Ramstad si laureò in legge alla George Washington University e successivamente svolse la professione di consulente legale di alcuni politici.
Entrato lui stesso in politica con il Partito Repubblicano, nel 1981 approdò al Senato del Minnesota e vi rimase per nove anni, fino a quando nel 1991 entrò alla Camera dei Rappresentanti. Negli anni successivi Ramstad venne rieletto deputato per altri otto mandati, finché nel 2008 annunciò la propria intenzione di non chiedere un altro mandato agli elettori.
Durante la sua permanenza al Congresso, Ramstad veniva considerato un repubblicano molto moderato per via delle sue posizioni favorevoli all'aborto, ai diritti degli omosessuali e alla ricerca sulle staminali.
Ramstad è morto nel 2020, per le complicazioni della malattia di Parkinson.